# Кан-Ак
Кан-Ак (дословно Желтый Пекари) (правил в 458 — ок. 485) — семнадцатый правитель древнего майяского царства Мутуль со столицей в Тикале.

## Биография
Кан-Ак взошёл на престол Мутуля в 458 году и наследовал Сиях-Чан-Кавилю II.
Во времена его правления была поставлена тикальская Стела 13.
Кан-Аку наследовал Чак-Ток-Ичак ІІI.